# Цепелін LZ 1

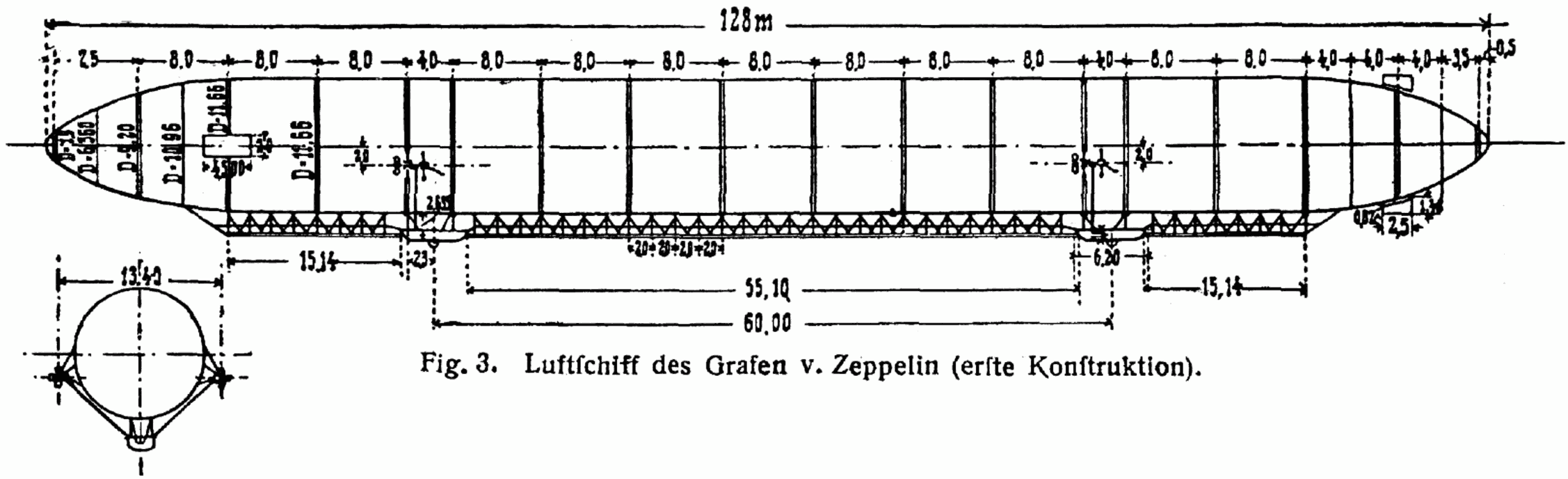
План дирижабля

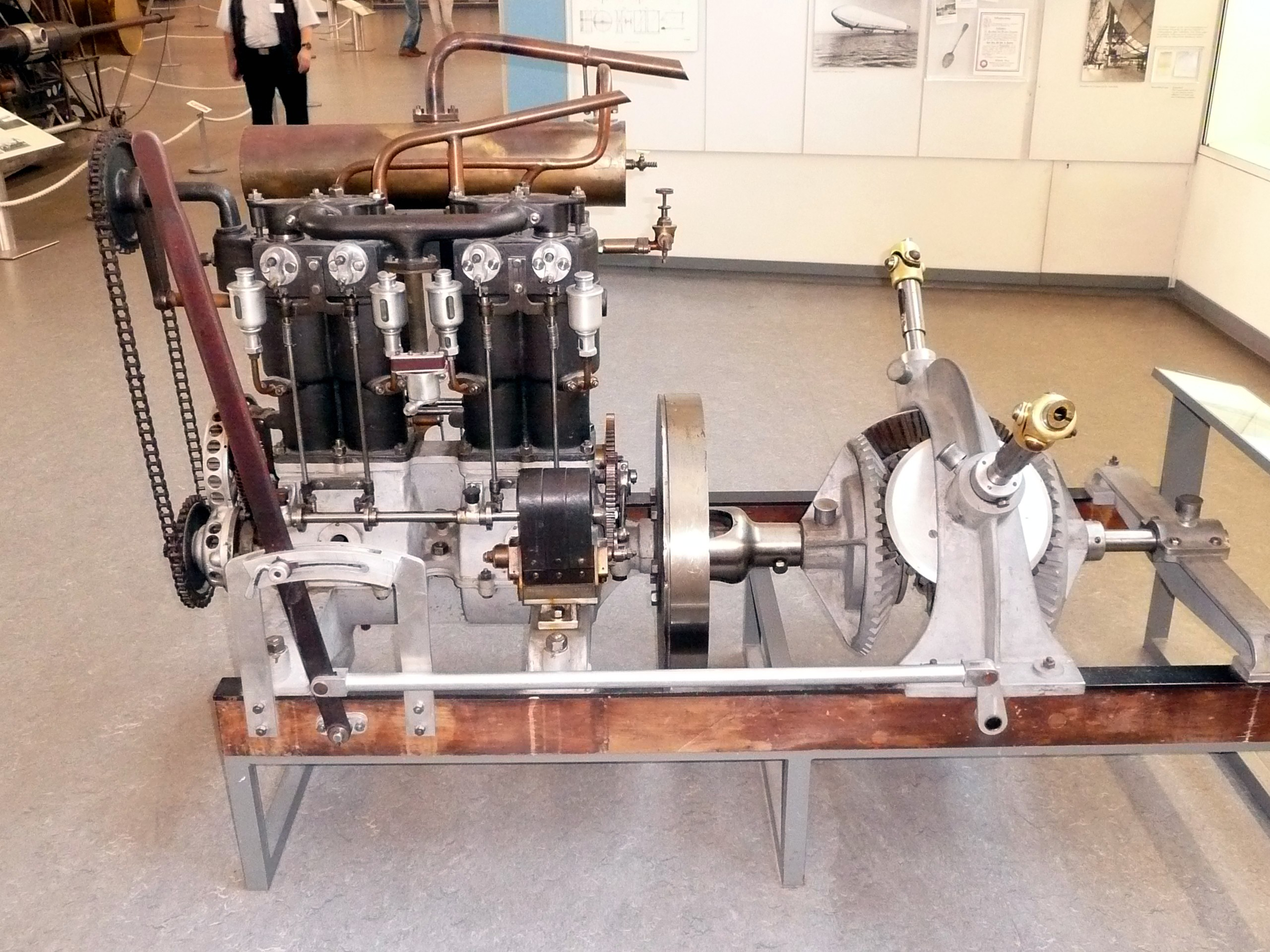
Один з двигунів LZ 1 в музеї Мюнхена

«LZ 1» — німецький експериментальний дирижабль типу Цепелін, перший в світі дирижабль жорсткого типу.

## Загальні характеристики

### Корпус
Сигароподібний корпус дирижабля мав розміри:
- довжина: 128 м;
  - середня частина: 96 м;
  - носова і кормова частини: по 16 м;
- діаметр: 11,7 м;
- площа миделя: 106 м²;

Корпус був обтягнутий тканиною (щільність тканини: 106 г/м²), покритої лаком «баллолін» для захисту від атмосферного впливу.
Кільцеподібні поперечні силові елементи (шпангоути) з'єднувались поздовжніми балками (стрингерами), що йшли від носа до корми. Шпангоути, закріплені за допомогою тросів, утворювали поперечні перегородки, які ділили внутрішній об'єм каркаса на 17 відсіків (15 відсіків довжиною по 8 м; 2 відсіку довжиною по 4 м) з балонами (11300 м³ водню).
Каркас був покритий мережею розчалок, що йшли в діагональних напрямках між стрингерами і шпангоутами.

### Двигун
2 двигуни «Даймлер» мали потужність 14,7 к.с.; вага двигунів — 420 кг., охолодження — водяне. Двигуни розміщались в невеликих відкритих гондолах (під носовою та кормовою частинами).

## Польоти
1-й політ відбувся 2 липня 1900 року на Боденському озері, на борту знаходилось 5 чоловік. Під час польоту були виявлені конструктивні прорахунки, що призвели до значних прогинів ферм (до 250 мм) через їх недостатню ширину, прогнувся з'єднувальний місток, зрушили з місця гондоли і рами з гвинтами — це призвело до зниження швидкості до 15 км/год; крім того при посадці були отримані інші легкі ушкодження. Час знаходження в повітрі — 18 хв.
17 жовтня 1900 року, після ремонту, відбувся другий політ.
21 жовтня 1900 року відбувся третій політ, була досягнута висота 400 м. та швидкість 28,1 км/год.
Загальна тривалість всіх трьох польотів — 121 хв.